# Тральщики типа «Альбатрос»
Тральщики типа «Альбатрос» — серия тральных судов специальной постройки в Русском императорском флоте.

## Представители серии
Построено два тральщика этого типа: «Альбатрос» и «Баклан». Строились на заводе «Беллино—Фендерих» в Одессе.

### Альбатрос
Заложен в сентябре 1909 года. Спущен на воду в декабре 1909 года. Вступил в строй 10 июля 1910 года.
С октября 1916 года — тральщик № 160. Затем — Т-370.
Ушел из Севастополя 14 ноября 1920 года в составе эскадры Врангеля на буксире эсминца «Дерзкий».
В ночь на 15 ноября 1920 года затонул в результате шторма.

### Баклан
Заложен в сентябре 1909 года. Спущен на воду в январе 1910 года. Вступил в строй 15 июля 1910 года.
10.10.1916 переименован в тральщик № 161. Затем — в Т-371.
Ушел с эскадрой Врангеля из Крыма 14 декабря 1920 года. В 1920–1922 годах стоял в Константинополе, после чего ушёл в Марсель (Франция). Дальнейшая судьба не установлена.